# ورزشگاه چندپور
ورزشگاه چندپور (به لاتین: Chandpur Stadium) یک ورزشگاه در بنگلادش است که در ناحیه چاندپور واقع شده‌است.